# Lago Vivo
Il lago Vivo è un lago situato nel territorio comunale di Barrea, in provincia dell'Aquila, a circa 1 590 metri d'altitudine.

## Descrizione
Questo lago si trova all'interno del Parco Nazionale d'Abruzzo ed è dominato dalle cime, dello Iamiccio, del Tartaro, dell'Altare e del Petroso, che con i suoi 2249 m rappresenta la vetta più alta del parco. È collocato in una depressione glaciale su terreno carsico, e in estate perde buona parte dell'acqua che lo riempie dopo lo scioglimento delle nevi trasformandosi in un ruscello con vari meandri.

## Fauna
Tra le specie ittiche che vivono all'interno del lago e che meritano di particolare tutela vi è l'alborella meridionale (Alburnus albidus).